# Sitkówka (gromada)
Sitkówka (do 30 XII 1961 Zagrody; od 31 XII 1964 Sitkówka-Nowiny) – dawna gromada, czyli najmniejsza jednostka podziału terytorialnego Polskiej Rzeczypospolitej Ludowej w latach 1954–1972.
Gromady, z gromadzkimi radami narodowymi (GRN) jako organami władzy najniższego stopnia na wsi, funkcjonowały od reformy reorganizującej administrację wiejską przeprowadzonej jesienią 1954 do momentu ich zniesienia z dniem 1 stycznia 1973, tym samym wypierając organizację gminną w latach 1954–1972.
Gromadę Sitkówka z siedzibą GRN w Sitkówce utworzono 31 grudnia 1961 w powiecie kieleckim w woj. kieleckim w związku z przeniesieniem siedziby GRN gromady Zagrody (która równocześnie uległa znacznym zmianom terytorialnym) z Zagród do Sitkówki i przemianowaniem jednostki na gromada Sitkówka.
31 grudnia 1964 nazwę gromady Sitkówka zmieniono na gromada Sitkówka-Nowiny.
W 1965 roku gromada miała 27 członków gromadzkiej rady narodowej.
Gromada przetrwała do końca 1972 roku, czyli do kolejnej reformy gminnej. 1 stycznia 1973 utworzono gminę Sitkówka-Nowiny.